# 1711
1711 (MDCCXI) byl rok, který dle gregoriánského kalendáře započal čtvrtkem.

## Události
- 17. dubna – Po 6 letech vlády zemřel císař Josef I. a na trůn nastoupil jeho bratr Karel VI.
- 1. května – V Satu Mare byl uzavřen Szatmárský mír mezi Habsburky a odbojnými maďarskými stavy. Skončilo Rákócziho povstání.
- 23. července – Neúspěšné Prutské tažení ruského cara Petra I. skončilo vítězstvím Osmanské říše. Rusové museli vrátit dobytý Azov a stáhnout se z Polska.
- Tripolis získal nezávislost na Osmanské říši.

### Probíhající události
- 1700–1721 – Severní válka
- 1701–1714 – Válka o španělské dědictví

## Vědy a umění
- Anglický trumpetista John Shore vynalezl vidličkovou ladičku.

## Narození

### Česko
- 02. února – Václav Antonín z Kounic-Rietbergu, šlechtic a diplomat († 27. června 1794)
- 01. března
  - Franz Kohl, sochař († 1. listopadu 1766)
  - Jan Josef Brixi, hudební skladatel a varhaník († 27. dubna 1762)
- 13. února – Quirin Mickl, opat, učenec a básník († 23. února 1767)
- 17. února – Matyáš Kovanda, sochař a štukatér († 13. prosince 1767)
- 18. února – Antonín Gerber, skladatel a flétnista († 25. listopadu 1792)
- 04. dubna – Jan Václav Spitzer, malíř nástěnných maleb, oltářních obrazů a portrétů († 16. července 1773)
- 02. července – Jan Josef Thun-Hohenstein, šlechtic († 21. května 1788)
- 20. července – František Adam ze Šternberka, šlechtic († 19. září 1789)
- 13. prosince – Quirin Mickl, cisterciácký mnich, učenec a básník († 23. února 1767)
- 23. prosince – Franz Hofmann, jezuita působící na Moravě a v Čechách († 23. ledna 1773)
- neznámé datum
  - Joseph Anton Sommer, profesor práv a zemský advokát († 5. dubna 1769)
  - František Xaver Věžník, politik a právník († 14. září 1789)

### Svět

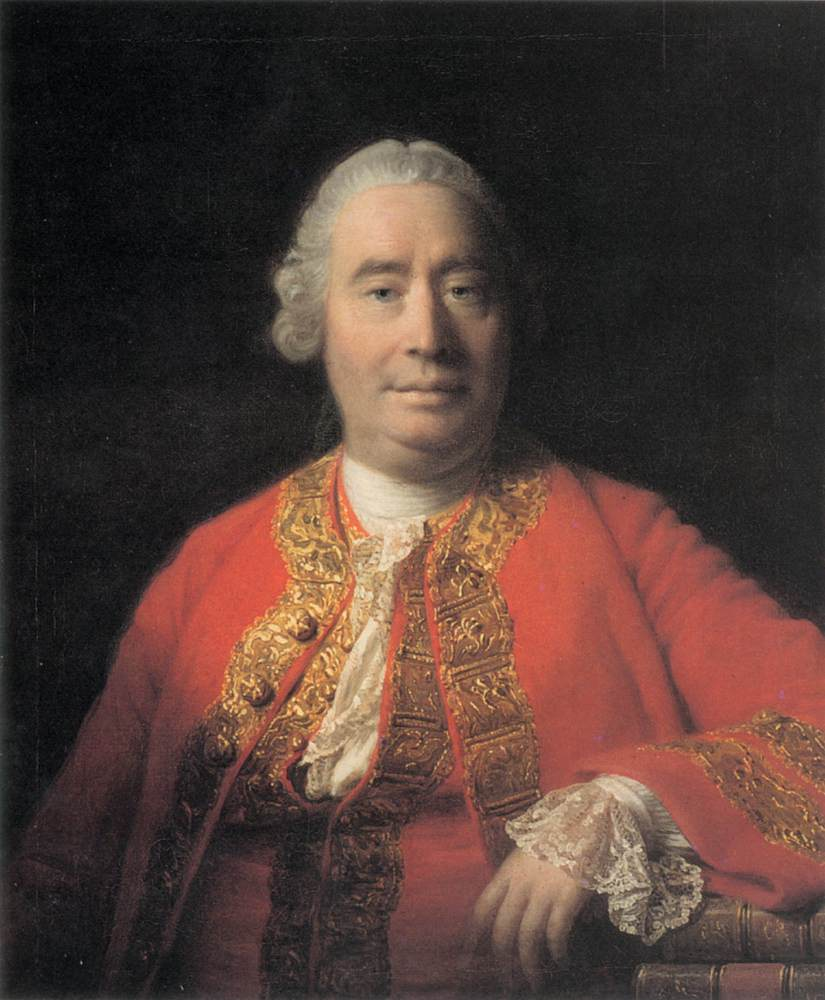
David Hume (* 26. dubna)

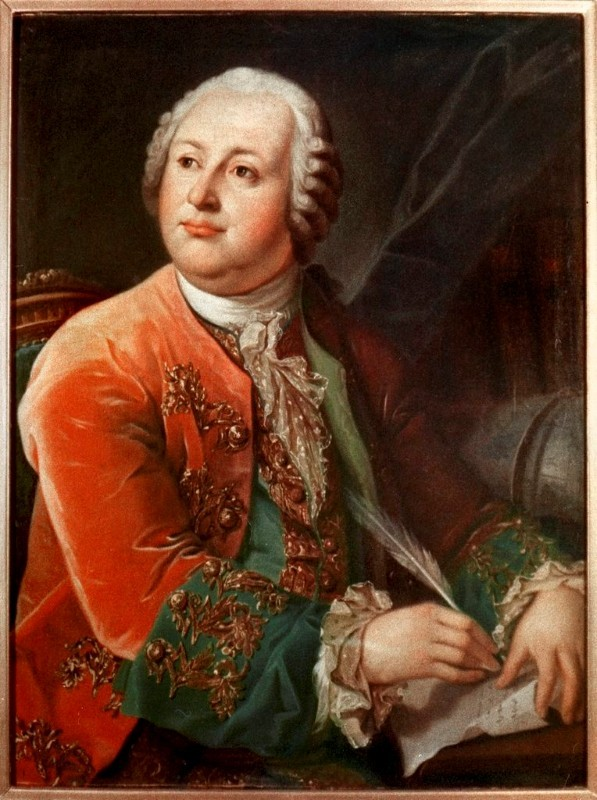
Michail Lomonosov (* 19. listopadu)

- 01. ledna – Franz von der Trenck, rakouský vojenský velitel († 4. října 1749)
- 10. ledna – Gaetano Latilla, italský hudební skladatel († 15. ledna 1788)
- 30. ledna – Abraham Roentgen, německý umělecký truhlář († 1. března 1793)
- 13. února – pokřtěn Domènec Terradellas, španělský hudební skladatel († 20. května 1751)
- 25. února – John Perceval, 2. hrabě z Egmontu, britsko-irský státník a šlechtic († 4. prosince 1770)
- 22. dubna – Pavel II. Antonín Esterházy z Galanty, uherský šlechtic († 18. března 1762)
- 26. dubna – David Hume, anglický filosof († 25. srpna 1776)
- 18. května – Ruđer Bošković, chorvatský fyzik, astronom a básník († 13. února 1787)
- 10. června – Amélie Sofie Hannoverská, druhá dcera britského krále Jiřího II. († 31. října 1786)
- 12. července – František Antonín z Ulfeldtu, rakouský důstojník a hrabě († 7. ledna 1741/43)
- 22. července – Georg Richmann, baltský německý fyzik († 6. srpna 1753)
- 01. září
  - Vilém IV. Oranžský, nizozemský místodržící († 22. října 1751)
  - Christoph Hermann von Manstein, pruský generál († 27. června 1757)
- 06. září – Henry Melchior Muhlenberg, německý luteránský pastor v Americe († 7. října 1787)
- 09. září – Thomas Hutchinson, britský politik v Massachusetts († 3. července 1780)
- 11. září – pokřtěn William Boyce, anglický hudební skladatel a varhaník († 7. února 1779)
- 18. září – Ignaz Holzbauer, rakouský hudební skladatel, příslušník Mannheimské školy († 7. dubna 1783)
- 22. září – Thomas Wright, anglický astronom a matematik († 25. února 1786)
- 25. září – Čchien-lung, čínský císař († 7. února 1799)
- 26. září – Richard Grenville, 2. hrabě Temple, britský státník a šlechtic († 12. září 1779)
- 15. října – Alžběta Tereza Lotrinská, lotrinská princezna a sardinská královna († 3. července 1741)
- 31. října – Laura Bassiová, italská fyzička († 20. února 1778)
- 19. listopadu – Michail Lomonosov, ruský chemik († 15. dubna 1765)
- 04. prosince – Marie Barbara z Braganzy, portugalská princezna († 27. srpna 1758)
- 25. prosince – pokřtěn Jean-Joseph de Mondonville, francouzský skladatel a houslista († 8. října 1772)
- neznámé datum
  - Panna Cinková, uherská romská houslistka († 5. února 1772)
  - John Francis Wade, anglický skladatel († 16. srpna 1786)
  - Davide Perez, italský hudební skladatel († 30. října 1778)
  - Ablaj-chán, kazašský panovník († 23. květen 1781)
  - Pjotr Ivanovič Šuvalov, ruský státník a polní maršál († 15. ledna 1762)
  - Evelyn Pierrepont, 2. vévoda z Kingstonu, britský generál a šlechtic († 23. září 1773)

## Úmrtí

### Česko
- 15. února – Marek Antonín Canevalle, architekt a stavitel italského původu (* 28. září 1652)
- 28. února – Giovanni Pietro della Torre, královský dvorní kameník v Praze a barokní sochař (* 1660)
- 05. března – Samuel Michna, františkán a teolog (* ?)
- 01. srpna – Michael Václav Halbax, rakouský malíř působící v Čechách (* 1661)
- 08. října – Řehoř Jeřábek, františkán (* ?)
- 28. října – Apolinaris Khytribius, františkánský teolog (* ?)

### Svět

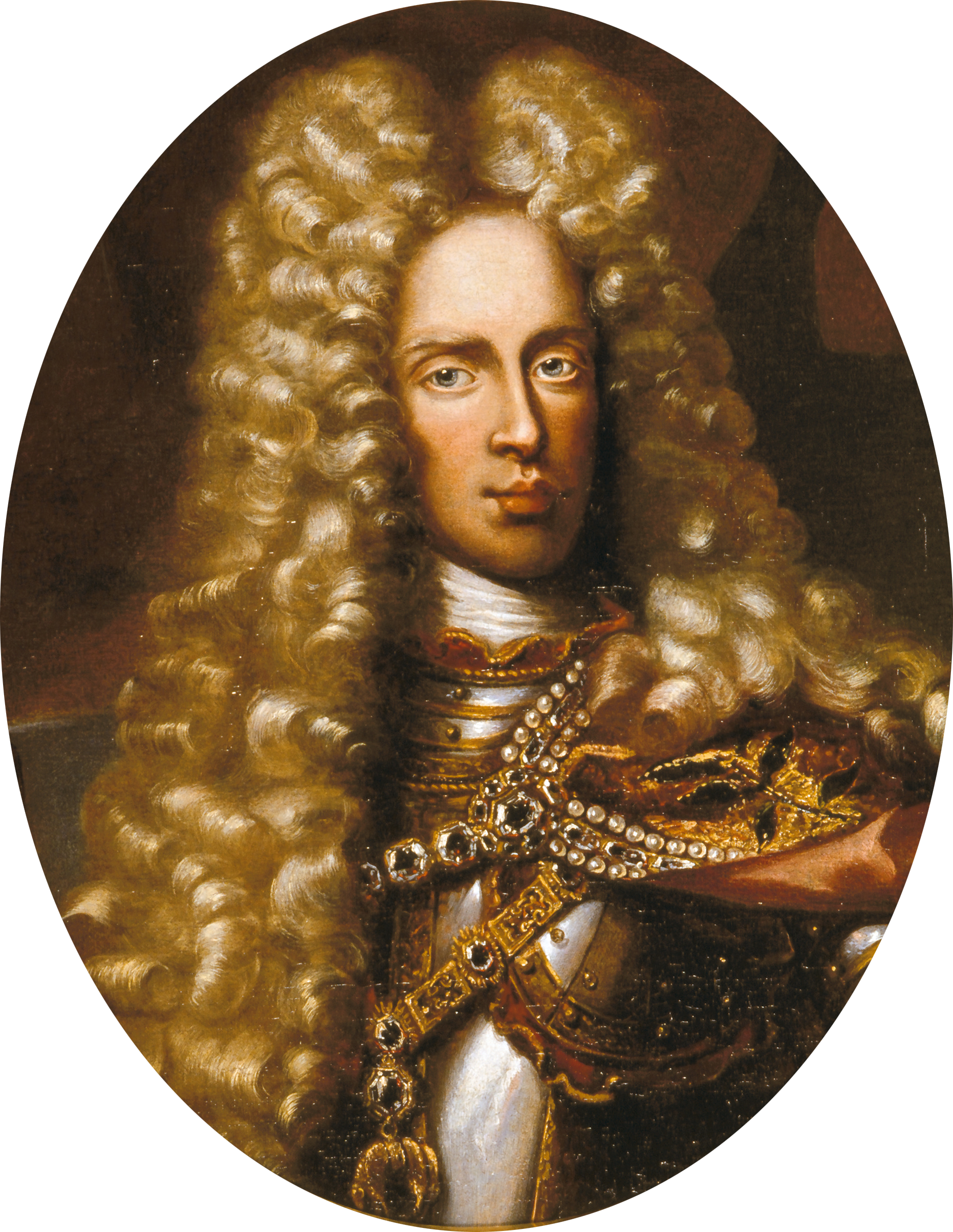
Josef I. († 17. dubna)

- 16. ledna – Joseph Vaz, indický misionář na Srí Lance, katolický světec (* 21. dubna 1651)
- 24. ledna – Jean Bérain, francouzský malíř (* 1637)
- 21. ledna – Augustinus Terwesten, nizozemský malíř (* 4. května 1649)
- 27. ledna – Antoine de Pas de Feuquières, francouzský generál (* 16. dubna 1648)
- 01. února – Vladimir Vasiljevič Atlasov, sibiřský kozák a obchodník s kožešinami (* 1661/64)
- 10. března – Leopold Matyáš z Lambergu, rakouský šlechtic ve službách Habsburků (* 20. února 1667)
- 13. března – Nicolas Boileau, francouzský literární teoretik (* 1636)
- 15. února – Marek Antonín Canevalle, italský architekt (* 28. září 1652)
- 14. dubna – Ludvík Francouzský, nejstarší syn a dědic krále Ludvíka XIV. (* 1. listopadu 1661)
- 17. dubna – Josef I., císař Svaté říše římské a český král (* 1678)
- 23. dubna – Michal Bernard Mandel, rakouský barokní sochař (* 1659/60)
- 02. května – Lawrence Hyde, 1. hrabě z Rochesteru, anglický státník a diplomat (* 1642)
- 14. června – Jan Vilém Friso, místodržitel nizozemské provincie Frísko (* 4. srpna 1687)
- 16. června – Marie Amálie Kuronská, německá šlechtična (* 12. června 1653)
- 17. července – Adam Wilhelm von Sydow, pruský generálmajor (* 15. května 1650)
- 25. srpna – Edward Villiers, 1. hrabě z Jersey, anglický politik, dvořan a diplomat (* 1656)
- 04. října – Saíf bin Sultán, ománský imám z dynastie Járuba
- 19. prosince – Đorđe Branković, sedmihradský a valašský diplomat srbské národnosti (* 1645)
- prosinec – Çorlulu Ali Paša, osmanský velkovezír (* cca 1670)

## Hlavy států

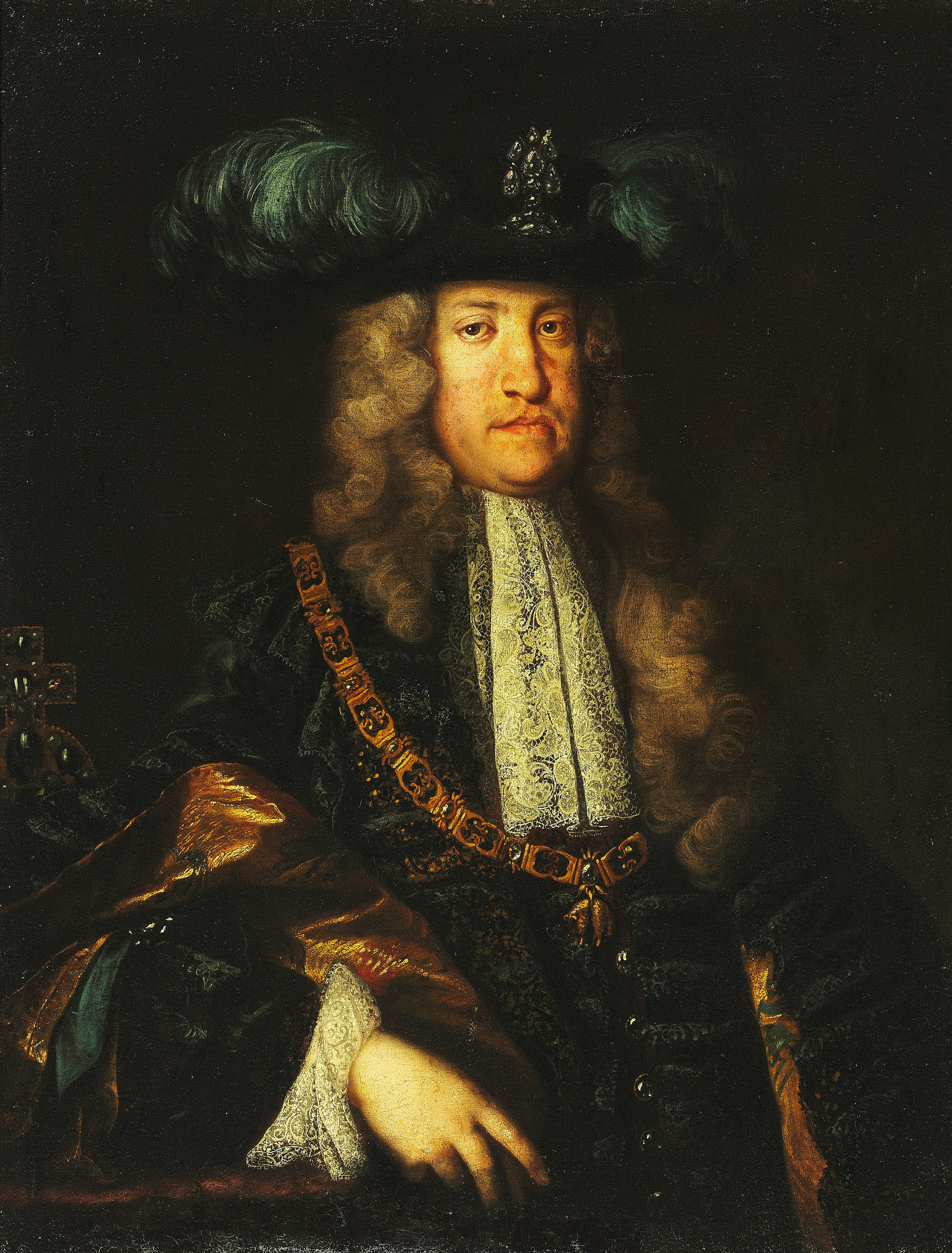
Římským císařem a českým králem se stal Karel VI.

- Dánsko-Norsko – Frederik IV. (1699–1730)
- Francie – Ludvík XIV. (1643–1715)
- Habsburská monarchie – Josef I. (1705–1711) / Karel VI. (1711–1740)
- Osmanská říše – Ahmed III. (1703–1730)
- Polsko – August II. (1709–1733)
- Portugalsko – Jan V. (1706–1750)
- Prusko – Fridrich I. (1688–1713)
- Rusko – Petr I. (1682–1725)
- Španělsko – Filip V. (1700–1724)
- Švédsko – Karel XII. (1697–1718)
- Velká Británie – Anna Stuartovna (1702–1714)
- Papež – Klement XI. (1700–1721)
- Japonsko – Nakamikado (1709–1735)
- Perská říše – Husajn Šáh (1694–1722)